# Clemensia nigrolineata
Clemensia nigrolineata är en fjärilsart som beskrevs av Gottfried Christian Reich 1933. Clemensia nigrolineata ingår i släktet Clemensia och familjen björnspinnare. Inga underarter finns listade i Catalogue of Life.